# Operazione Substance
Operazione Substance era il nome in codice di un'azione della Royal Navy britannica svoltasi nel luglio 1941, durante i più ampi eventi della battaglia del Mediterraneo della seconda guerra mondiale.
L'azione consistette nell'invio di un convoglio di rifornimenti dalla Gran Bretagna a Malta attraverso Stretto di Gibilterra e, al contempo, di un gruppo di mercantili vuoti da Malta alla volta di Gibilterra; la scorta a distanza fu fornita dalla Force H dell'ammiraglio James Somerville. Nel corso dell'operazione le forze britanniche furono ripetutamente attaccate da velivoli della Regia Aeronautica italiana a sud delle coste della Sardegna, oltre che da una formazione di MAS nel Canale di Sicilia: gli attacchi italiani provocarono varie perdite (l'affondamento di un cacciatorpediniere e il danneggiamento di un incrociatore leggero, un cacciatorpediniere e due mercantili), ma non impedirono il compimento della missione da parte dei britannici.

## Antefatti
Fin dall'entrata in guerra dell'Italia nel giugno 1940, l'isola di Malta si era ritrovata al centro di vaste operazioni aeronavali degli opposti schieramenti: la sua posizione ne faceva un'importante base per la Royal Navy e la Royal Air Force nelle loro operazioni di contrasto ai convogli italiani diretti a rifornire le truppe dell'Asse in Libia, impegnate nella campagna del Nordafrica contro le forze britanniche in Egitto; di converso, tuttavia, la Royal Navy doveva impegnarsi a fondo per garantire periodici rifornimenti di truppe, aerei e materiali al fine di mantenere l'operatività di Malta come base militare, allestendo vari convogli navali e scortandoli con forti aliquote di naviglio da guerra.
A parte alcuni fugaci e inconcludenti interventi della squadra navale da battaglia italiana, l'opera di contrasto delle missioni di rifornimento di Malta da parte della Royal Navy era stata devoluta principalmente alla Regia Aeronautica: penalizzata dal non aver curato negli anni precedenti il conflitto la specialità degli aerosiluranti (e quasi completamente priva di altri apparecchi utili nel contrasto aeronavale, come i bombardieri in picchiata), l'aeronautica si era ritrovata impreparata nella gestione delle operazioni aeronavali, dovendo improvvisare a ostilità ormai iniziate. L'interdizione alle operazioni britanniche divenne più efficace con il passare del tempo e conobbe una decisa impennata con l'arrivo dei primi contingenti della Luftwaffe tedesca a fine dicembre 1940: l'operazione Excess del 6 - 13 gennaio 1941 mise ben presto in chiaro l'accresciuta minaccia aerea che le forze britanniche dovevano affrontare nel Mediterraneo.
La Royal Navy rimandò altre operazioni su vasta scala di rifornimento di Malta fino al maggio seguente, preferendo servirsi nel mentre di convogli più piccoli o viaggi di singole unità. Tra il 6 e 12 maggio, invece, la Royal Navy portò a compimento la vasta operazione Tiger: un convoglio salpato direttamente dalla Gran Bretagna, carico di carri armati e aerei per il fronte nordafricano, compì sotto la protezione della Force H prima e della Mediterranean Fleet poi l'intera traversata del bacino da Gibilterra ad Alessandria d'Egitto (un unico mercantile andò perduto su una mina), mentre due convogli raggiungevano Malta da Alessandria senza essere disturbati. La notevole riduzione del contingente della Luftwaffe schierato in Sicilia, dovuto all'imminenza dell'invasione dell'Unione Sovietica, diminuì la minaccia che le forze britanniche si trovavano ad affrontare nel Mediterraneo, consentendo loro di progettare nuove operazioni. Le pesanti perdite di naviglio registrate dalla Mediterranean Fleet nel corso della convulsa battaglia di Creta misero però temporaneamente fuori combattimento la squadra di Alessandria, delegando la conduzione della successiva operazione alla Force H di Gibilterra.
Sotto il nome in codice di operazione Substance ("sostanza" in lingua inglese), l'azione avrebbe visto lo svolgersi di due missioni in contemporanea: un convoglio di rifornimento salpato dal Regno Unito, accompagnato da unità da guerra distaccate dalla Home Fleet per rinforzare la Force H, avrebbe raggiunto Malta passando per lo Stretto di Gibilterra, mentre un secondo gruppo di mercantili vuoti avrebbe lasciato l'isola per dirigere su Gibilterra. La Force H dell'ammiraglio James Somerville avrebbe incrociato nel Mediterraneo occidentale per fornire copertura a distanza a queste due operazioni.

## L'operazione

### La partenza del convoglio
Substance prese avvio l'11 luglio 1941 quando varie unità navali partirono dal Firth of Clyde e dal Canale di Bristol alla volta di Gibilterra. Sotto la designazione di "WS 9C" si trovava un convoglio composto di sei piroscafi carichi di rifornimenti (City of Pretoria, Deucalion, Durham, Melbourne Star, Port Chalmers, Sydney Star, più la nave frigorifera Avila Star che avrebbe fatto parte del convoglio nel primo tratto per poi procedere autonomamente alla volta del Sudamerica) e due navi passeggeri convertite in navi trasporto truppe (Leinster e Pasteur, la quale si sarebbe fermata a Gibilterra per sbarcare rinforzi alla guarnigione locale); accompagnava il convoglio, sia come scorta che come rinforzo per la Force H di Gibilterra, una formazione della Royal Navy designata "Force X" e composta dalla nave da battaglia HMS Nelson, dagli incrociatori leggeri HMS Arethusa e HMS Manchester, dal posamine veloce HMS Manxman e dai cacciatorpediniere HMS Cossack, HMS Maori, HMS Sikh, HMS Lightning e HMAS Nestor (australiano). Per il primo tratto del percorso furono assegnati come scorta ulteriore l'incrociatore leggero olandese Hr. Ms. Jacob van Heemskerck e quattro cacciatorpediniere, poi distaccatisi e rientrati nel Regno Unito il 15 luglio.
La navigazione attraverso l'Oceano Atlantico si svolse senza incidenti e, il 16 luglio, il Manxman si separò dal convoglio e procedette autonomamente a forte velocità verso Gibilterra, dove giunse il 19 luglio; la sera del 17 luglio invece la Force X si separò in due formazioni distinte che procedettero per conto proprio verso Gibilterra: la nave trasporto truppe Pasteur con l'incrociatore Manchester e i cacciatorpediniere Lightning e Nestor arrivarono a Gibilterra il 19 luglio, la Leinster con l'incrociatore Arethusa e i cacciatorpediniere Maori, Sikh e Cossack vi giunsero il giorno seguente. Il convoglio WS 9C e la Nelson furono raggiunti la mattina del 18 luglio da una formazione di sei cacciatorpediniere salpati da Gibilterra, sostituiti poi a mezzogiorno del 20 luglio da una seconda formazione che sarebbe poi divenuta la scorta ravvicinata durante il passaggio nel Mediterraneo: l'incrociatore leggero HMS Edinburgh (capo scorta), il posamine Manxman e i cacciatorpediniere Nestor, Lightning, HMS Avon Vale, HMS Farndale e HMS Eridge.

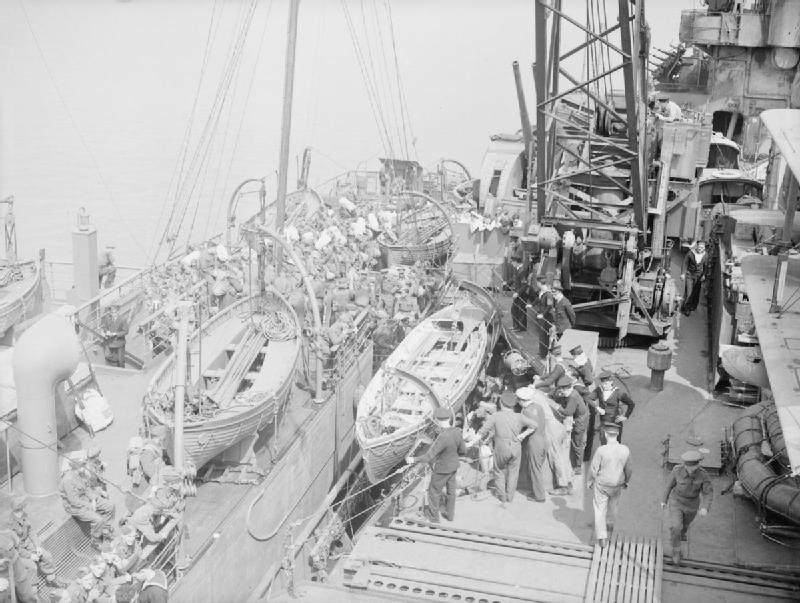
Truppe britanniche si imbarcano sul Manchester al momento della partenza da Gibilterra

Alle 23:45 del 20 luglio il convoglio WS 9C entrò nello Stretto di Gibilterra e assunse la nuova designazione di "GM 1". Il comando britannico aveva scelto per il passaggio dello stretto e la partenza della Force H una notte con fitta nebbia e mare in burrasca, al fine di sviare gli osservatori dell'Asse appostati sulle coste della neutrale Spagna, ma la pessima visibilità portò a ritardi nei movimenti navali e qualche incidente: il transito del GM 1 per lo stretto fu completato alle 01:45 del 21 luglio, mentre un quarto d'ora dopo partirono da Gibilterra la petroliera Brown Ranger scortata dal cacciatorpediniere HMS Beverly. Alle 03:20 seguirono gli incrociatori Arethusa e Manchester diretti a rinforzare la scorta del GM 1 e, poco dopo, salpò anche la nave trasporto truppe Leinster, ma a causa della nebbia l'unità finì con l'incagliarsi lungo la costa nei pressi di Capo Carnero a sud di Algeciras, dove rimase bloccata. L'ammiraglio Somerville lasciò gli ormeggi alle 04:30 con la Force H, composta dall'incrociatore da battaglia HMS Renown (nave ammiraglia), dalla portaerei HMS Ark Royal, dall'incrociatore leggero HMS Hermione e da sette cacciatorpediniere (HMS Foresight, HMS Faulknor, HMS Fury, HMS Forester, HMS Fearless, HMS Foxhound e HMS Firedrake) cui se ne aggiunse più tardi un ottavo (il HMS Duncan): tuttavia, per evitare collisioni stante la pessima visibilità, le unità procedettero in maniera indipendente verso est, riunendosi in gruppo solo verso le 06:00 e venendo raggiunte anche dalla Nelson. Infine, alle 05:30, i cacciatorpediniere Cossack, Maori e Sikh lasciarono Gibilterra per andare a scortare la Leinster, ma informati che la nave era rimasta incagliata furono dirottati e aggregati alla scorta della formazione di Somerville: questi stava soppesando l'ipotesi di distaccare l'incrociatore Hermione per trasbordare dal vascello immobilizzato l'importante personale della RAF, destinato a Malta, ma decise poi di procedere oltre.
Nella mattina del 21 luglio Somerville, a causa dei vari rimescolamenti di formazioni, rinominò la Force H come "Group 4" e la Force X come "Group 5", al fine di evitare confusione nelle comunicazioni radio; la navigazione per il resto del giorno si svolse senza particolari eventi, salvo l'avvistamento alle 12:55 e alle 19:00 di due mercantili neutrali appartenenti alla Francia di Vichy. Alle 08:50 il Group 4 rilevò di essere stato avvistato da un idrovolante da ricognizione italiano, subito fuggito all'approssimarsi dei caccia Fairey Fulmar decollati dalla Ark Royal: la segnalazione del velivolo giunse al comando della Marina italiana (Supermarina) più tardi quella mattinata, ma in mancanza di altri particolari si ritenne che la formazione britannica avvistata fosse uno scaglione della Force H diretto a lanciare aerei per Malta dalla zona a sud delle isole Baleari e, quindi, furono prese solo generiche precauzioni. Un altro aereo non identificato fu segnalato dalle vedette britanniche alle 14:00, ma ancora una volta i Fulmar mancarono l'intercettazione; dopo di che, alle 17:30, i cacciatorpediniere di scorta al Group 4 si rifornirono di carburante dalla petroliera Brown Ranger, che completata l'operazione invertì la rotta e rientrò a Gibilterra accompagnata dal cacciatorpediniere Beverly.

### Gli attacchi del 23 luglio

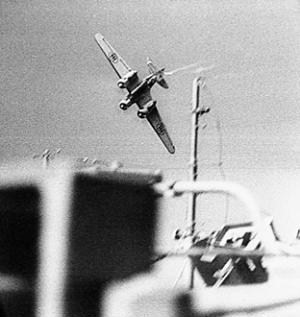
Un S.M.79 silurante italiano durante una manovra di attacco

Alle 23:15 la formazione di Somerville entrò nella zona di pattugliamento del sommergibile Diaspro, in agguato al largo di Bougie in Algeria: il battello lanciò una salva di siluri all'indirizzo della Ark Royal, ma gli ordigni furono avvistati dal cacciatorpediniere Nestor ed evitati con una serie di violente accostate; dopo essere stato sorpassato da altri due siluri a lui indirizzati (che probabilmente passarono sotto lo scafo perché regolati a una maggiore profondità), il Nestor andò al contrattacco lanciando bombe di profondità sulla posizione del Diaspro che tuttavia riuscì ad allontanarsi dopo aver riportato solo danni leggeri. Il rapporto del sommergibile, nonché nuovi avvistamenti aerei effettuati la mattina del 23 luglio, confermarono a Supermarina che l'operazione britannica consisteva in realtà in una missione di rifornimento di Malta, ma si rivelò troppo tardi per poter progettare un'uscita della squadra da battaglia: si decise di delegare alla Regia Aeronautica un primo contrasto del convoglio britannico, mentre nel frattempo tre torpediniere e quattro MAS, le uniche unità immediatamente disponibili, andavano a posizionarsi in zone di agguato nel Canale di Sicilia.
Alle 09:10 le unità britanniche rilevarono una formazione di aerei nemici in avvicinamento e la Ark Royal si affrettò a catapultare altri sette caccia Fulmar per integrare i quattro della combat air patrol già in volo. Gli aerei in avvicinamento erano otto Savoia-Marchetti S.M.79 in versione aerosilurante, decollati alle 08:05 dalla base di Elmas in Sardegna, seguiti da sette S.M.79 in versione bombardiere provenienti da Decimomannu; i velivoli italiani riuscirono a organizzare un attacco coordinato verso le 09:40, con gli aerosiluranti suddivisi in tre pattuglie (due da tre e una da due velivoli) in volo a pelo dell'acqua mentre i bombardieri procedevano ad alta quota. I Fulmar diressero inizialmente sui bombardieri, ne scompaginarono la formazione e impedirono un preciso sgancio degli ordigni, ma questo consentì agli aerosiluranti di portarsi molto vicino alla squadra navale britannica provenendo da direzioni diverse; due delle pattuglie dovettero desistere dall'attacco a causa del violento fuoco contraereo, ma la terza con i tre velivoli guidati dal tenente Bruno Pandolfi riuscì a penetrare nella formazione britannica e a lanciare le sue armi a distanze variabili dai 600 ai 1 000 metri. Il cacciatorpediniere Fearless fu colpito verso poppa sul lato di babordo da un siluro che causò gravi danni, immobilizzandolo e appiccando un incendio oltre a infliggere 26 morti all'equipaggio; un secondo siluro centrò l'incrociatore Manchester sempre sul lato di babordo, disabilitando uno dei suoi motori e provocando 26 morti e un ferito tra i membri dell'equipaggio, più 13 morti e 4 feriti tra i passeggeri presi a bordo dall'unità (750 soldati del King's Own Royal Regiment). Lo S.M.79 del tenente Pandolfi fu colpito a un motore durante l'azione, ammarò e tutti i sei membri dell'equipaggio sopravvissero, venendo poi tratti in salvo dal cacciatorpediniere Avon Vale; nel corso dello scontro furono abbattuti anche tre Fulmar con la morte di quattro aviatori.

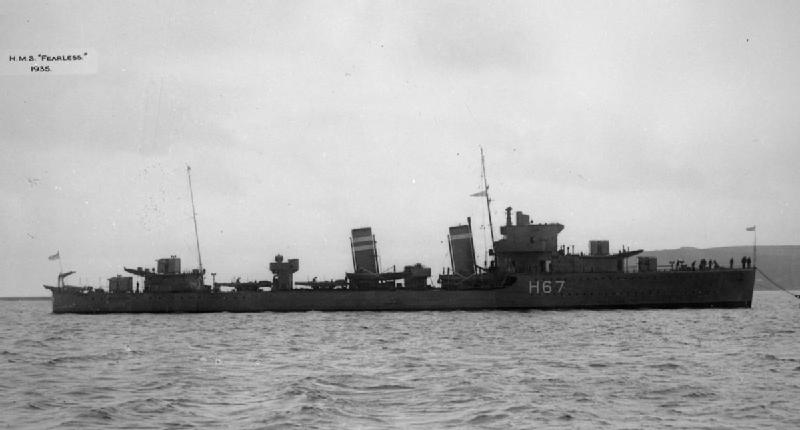
Il cacciatorpediniere Fearless, affondato il 23 luglio

Somerville ordinò al Manchester di uscire dalla formazione e di rientrare a Gibilterra sotto la scorta del cacciatorpediniere Avon Vale; il Fearless, troppo danneggiato per proseguire, fu lasciato indietro con l'assistenza del cacciatorpediniere Forester, ma impossibilitato a essere salvato fu evacuato dall'equipaggio e quindi finito con un siluro alle 10:55. Nel frattempo, alle 10:11, un secondo attacco alle unità del Group 4 fu portato da cinque bombardieri in quota Fiat B.R.20, che sfuggirono poi all'inseguimento dei Fulmar della Ark Royal: gli ordigni piovvero nelle vicinanze dei cacciatorpediniere Sikh e Foxhound, ma non causarono danni. Alle 16:00 quattro degli aerosiluranti S.M.79 che non avevano lanciato nel precedente attacco tornarono all'assalto della formazione britannica, ma a 20 miglia di distanza dalle navi nemiche furono intercettati da tre Fulmar che ne abbatterono due e obbligarono gli altri a ritirarsi: dei due equipaggi italiani uno fu preso a bordo un'ora più tardi dal cacciatorpediniere Foresight, l'altro fu tratto in salvo da un idrovolante da soccorso Savoia-Marchetti S.66 al largo di Capo Carbonara. Alla ricerca del Manchester danneggiato partirono da Elmas alle 16:20 tre S.M.79 siluranti che, avvistata l'unità verso le 18:05, si gettarono all'attacco senza, però, ottenere alcun centro. Alle 17:00 quattro S.M.79 siluranti lanciarono sul convoglio GM 1, giunto ormai all'altezza di Capo Bon: tre siluri furono sganciati dalla distanza di 1 200 metri sotto un pesante fuoco contraereo, ma nessuno di essi raggiunse un bersaglio e i velivoli rientrarono danneggiati alla base.
Alle 17:13, con la sua formazione ormai giunta all'imboccatura del Canale di Sicilia, Somerville ordinò al Group 4 di invertire la rotta e di dirigere verso ovest; alla scorta del convoglio che proseguì alla volta di Malta furono aggregati altri cacciatorpediniere nonché l'incrociatore Hermione, che prese il posto del danneggiato Manchester. Le due squadre della Royal Navy riassunsero quindi le designazioni di Force H e Force X; i Fulmar della Ark Royal continuarono a coprire il convoglio fino alle 18:30, quando furono rilevati dai caccia Bristol Beaufighter decollati da Malta. Un ultimo attacco aereo sulle navi britanniche si sviluppò alle 19:45 a nord di Capo Bon da parte di alcuni bombardieri in quota italiani; il bersaglio fu il convoglio GM 1 e una bomba da 500 chili esplose nelle vicinanze del cacciatorpediniere Firedrake che con il gemello Foxhound stava compiendo una missione di dragaggio mine sulla rotta dei mercantili. L'onda d'urto dell'esplosione causò danni strutturali e l'allagamento di entrambe le sale macchine dell'unità che, immobilizzata, fu presa a rimorchio dal cacciatorpediniere Eridge per rientrare a Gibilterra.

### Azioni successive

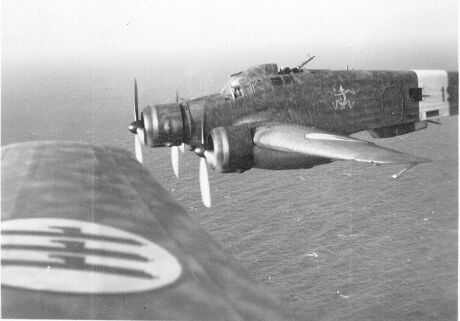
Una coppia di S.M.79 in volo sul Mediterraneo

All'1:00 del 24 luglio la Ark Royal catapultò come previsto sei aerosiluranti Fairey Swordfish diretti a rinforzare la guarnigione di Malta, tutti giunti felicemente a destinazione alcune ore dopo. Alle 02:45 il radar del cacciatorpediniere Cossack, ora aggregato alla Force X in navigazione a nord di Pantelleria, individuò alcune unità navali in rapido avvicinamento: si trattava dei MAS italiani 532 e 533 che, al comando del capo-flottiglia capitano di fregata Forza, lanciarono un deciso attacco contro il convoglio riuscendo a colpire con un siluro il piroscafo Sydney Star e ad allontanarsi indenni sotto un pesante fuoco nemico. L'azione fu tanto fulminea da mandare in confusione i britannici, i quali ritennero di essere stati attaccati da dodici motosiluranti e di averne affondate due e danneggiate altrettante. Il cacciatorpediniere Nestor affiancò il mercantile danneggiato: l'intenzione iniziale fu quella di abbandonare la nave, ma alla fine si decise di evacuare sul cacciatorpediniere i 500 tra membri dell'equipaggio e passeggeri del mercantile (impresa non facile visto che lo stesso Nestor imbarcava già 300 persone tra equipaggio e passeggeri) e di pilotare il Sydney Star verso Malta con una ciurma ridotta al minimo indispensabile. Raggiunti poi dall'incrociatore Hermione, il Nestor e il Sydeny Star riuscirono ad arrivare a Malta 72 ore più tardi.
Mentre la Force X e il GM 1 proseguivano per Malta, alle 08:16 un idrovolante da ricognizione italiano CANT Z.506 fu individuato mentre procedeva al largo della Force H e fu ben presto abbattuto dai Fulmar decollati dalla Ark Royal; attorno alle 09:45, invece, un solitario S.M.79 silurante decollato da Pantelleria portò un ultimo attacco al GM 1, ma pur rivendicando un centro ai danni di un piroscafo in realtà non colpì alcun bersaglio.
Alle 05:00 del 23 luglio, con gli italiani concentrati sul Mediterraneo occidentale, era partita l'azione da Malta: designati come convoglio MG 1A, dall'isola salparono la nave rifornimento HMS Breconshire e sei mercantili scarichi (i piroscafi Talabot, Thermopylae, Settler e Amerika, le petroliere Hoegh Hood e Svenør) accompagnati dall'unica unità di scorta disponibile, il cacciatorpediniere HMS Encounter; la Svenør dovette rientrare quasi subito a Malta perché rimase danneggiata dall'urto con un frangiflutti mentre usciva dal porto e salpò nuovamente in solitaria più tardi dopo essere stata sommariamente riparata; gli altri mercantili si divisero in tre coppie a seconda della velocità massima sviluppabile e si diressero isolatamente verso ovest, con l'Encounter che si aggregò alla seconda coppia. Le varie sezioni del convoglio MG 1A presero una rotta molto a sud di Pantelleria, che li portò poi a entrare nelle acque territoriali della colonia francese della Tunisia tra la punta di Capo Bon e l'isola di Zembra.

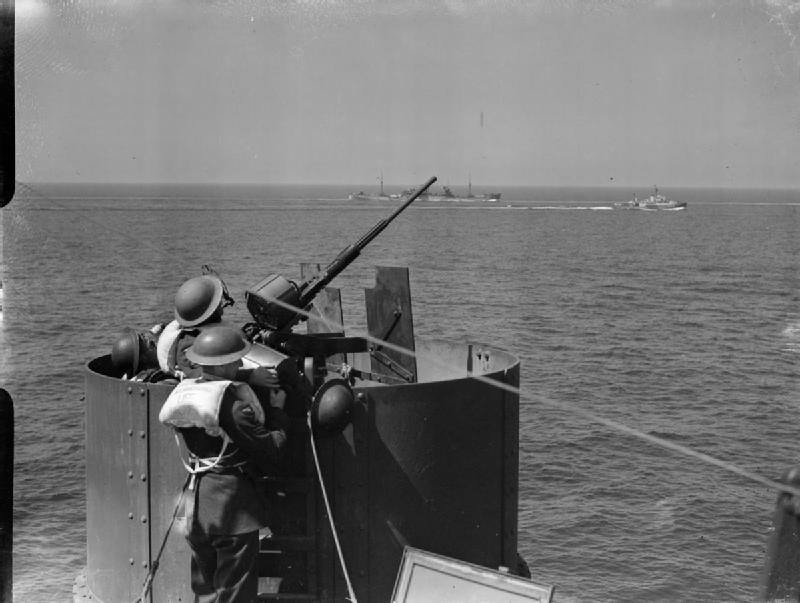
La postazione di una mitragliera Oerlikon da 20 mm su un mercantile britannico diretto a Malta

Il convoglio MG 1A fu ignorato dalle forze nemiche per tutto il 23 luglio, ma la mattina del 24 finì anch'esso sotto gli attacchi dei velivoli italiani: alle 12:30 la seconda sezione, con i piroscafi Amerika e Thermopylae scortati dallo Encounter, fu attaccata da tre S.M.79 siluranti a nord di Capo Blanc, ma nessun siluro fu messo a segno e uno dei velivoli rientrò con danni ai motori causati dalla contraerea; una mezz'ora più tardi la sezione dello Encounter fu invece attaccata da bombardieri in quota, ma ancora una volta non riportò alcun danno. Alle 13:40 la prima sezione, composta dal Breconshire e dal Talabot, finì sotto il tiro di bombardieri in quota al largo delle coste orientali dell'Algeria ma non riportò danni, mentre alle 17:30 la terza sezione con la Hoegh Hood e il Settler fu attaccata da tre S.M.79 siluranti: i velivoli italiani riuscirono a piazzare un siluro sulla Hoegh Hood, che tuttavia poté proseguire anche se a velocità ridotta. Infine alle 17:40 il cacciatorpediniere Encounter, distaccatosi dalla seconda sezione per raggiungere la prima, fu ancora una volta preso di mira da bombardieri italiani che però lo mancarono.

### Il rientro a Gibilterra
Gli incrociatori Edinburgh e Arethusa e il posamine Manxman si separarono dal convoglio GM 1 la mattina del 24 luglio e giunsero a Malta per conto proprio verso le 12:00, dove scaricarono le truppe e i materiali che avevano a bordo; circa quattro ore più tardi arrivarono a destinazione anche i mercantili, seguiti poco dopo dall'incrociatore Hermione con a rimorchio il danneggiato Sydney Star. Alle 18:00 i tre incrociatori salparono nuovamente alla volta di Gibilterra insieme ai cacciatorpediniere Sikh, Cossack, Maori, Foxhound e Nestor, mentre il Farndale fu lasciato a Malta a causa di problemi ai motori. A sud di Pantelleria anche il cacciatorpediniere Sikh dovette fermarsi a causa di malfunzionamenti alle caldaie e fu lasciato indietro dal resto della formazione, ma riuscì poi a rimettersi in moto e a procedere isolatamente verso ovest; infine, alle 08:15 del 25 luglio la Force X si ricongiunse alla Force H di Somerville, rimasta in attesa nelle acque a sud-ovest della Sardegna, per poi procedere insieme verso Gibilterra.
Alle 08:22 dalle navi di Somerville fu avvistato un idrovolante da ricognizione italiano CANT Z.506, contro cui diressero i Fulmar della Ark Royal; nello scontro seguente sia il CANT che uno dei Fulmar furono abbattuti: due aviatori britannici rimasero uccisi mentre i quattro membri dell'equipaggio del velivolo italiano furono recuperati dal cacciatorpediniere Foxhound. Alle 10:35 i radar delle unità britanniche rilevarono un grosso gruppo di velivoli in avvicinamento, identificati come 20 bombardieri S.M.79; i Fulmar diressero al loro intercettamento e nel corso di un duro scontro tra le 11:00 e le 11:05 furono abbattuti tre S.M.79 italiani e due caccia britannici: la formazione italiana fu rotta e le poche bombe sganciate finirono a poca distanza dall'incrociatore Renown.
Dopo quest'ultima azione non si registrarono più altri combattimenti. Il danneggiato Manchester, scortato da due cacciatorpediniere usciti da Gibilterra, arrivò in porto alle 02:39 del 26 luglio, seguito alcune ore dopo dalle prime due sezioni del convoglio MG 1A; le unità di Somerville rientrarono a Gibilterra nel corso del 27 luglio divise in più gruppi, unitamente all'ultima sezione del MG 1A compresa la danneggiata petroliera Hoegh Hood. L'ultima ad arrivare fu la petroliera Svenør, salpata singolarmente da Malta e infine approdata a Gibilterra alle 05:00 del 28 luglio: il suo arrivò segnò quindi la fine dell'operazione Substance.

## Conseguenze
Substance fu un altro buon successo per la Royal Navy nella sua opera di vettovagliamento di Malta: tutti i rifornimenti e le truppe convogliati verso l'isola erano arrivati a destinazione (salvo i soldati imbarcati sul Manchester e sulla Leinster) e le navi vuote presenti a La Valletta furono fatte rientrare felicemente a Gibilterra, sebbene due mercantili avessero dovuto registrare gravi danni. L'ammiraglio Somerville rimase sorpreso dall'apprendere che sulle unità fatte rientrare da Malta erano stati imbarcati a sua insaputa molti civili, soprattutto donne e bambini, sfollati dall'isola assediata: pensando di dover proteggere solo degli scafi vuoti l'ammiraglio aveva fornito un unico cacciatorpediniere di scorta e solo per fortuna non si erano registrate vittime a bordo. Le perdite per la Royal Navy erano state però sensibili, sebbene non incapacitati: oltre all'affondamento del cacciatorpediniere Fearless, il cacciatorpediniere Firedrake non rientrò in squadra fino al gennaio 1942 e l'incrociatore Manchester dovette rimanere fuori servizio per le riparazioni fino al maggio 1942.
Il concentramento dei mercantili britannici del convoglio GM 1 nel porto di La Valletta spinse il comando italiano a tentare una lungamente progettata operazione di attacco a Malta tramite l'azione dei mezzi insidiosi della Xª Flottiglia MAS; l'attacco fu portato nella notte tra il 25 e 26 luglio 1941, ma si concluse con un completo fallimento e pesanti perdite per gli italiani a causa della reazione della guarnigione britannica, preavvertita dai rilevamenti radar.